# ۳-تیوفن استیک اسید
۳-تیوفن استیک اسید (به انگلیسی: 3-Thiophene acetic acid) با فرمول شیمیایی C۶H۶O۲S یک ترکیب شیمیایی است؛ که جرم مولی آن ۱۴۲٫۱۸ g/mol می‌باشد.